# Sudajaya Hilir
Sudajaya Hilir is een bestuurslaag in het regentschap Kota Sukabumi van de provincie West-Java, Indonesië. Sudajaya Hilir telt 5665 inwoners (volkstelling 2010).